# コーンフラワーブルー

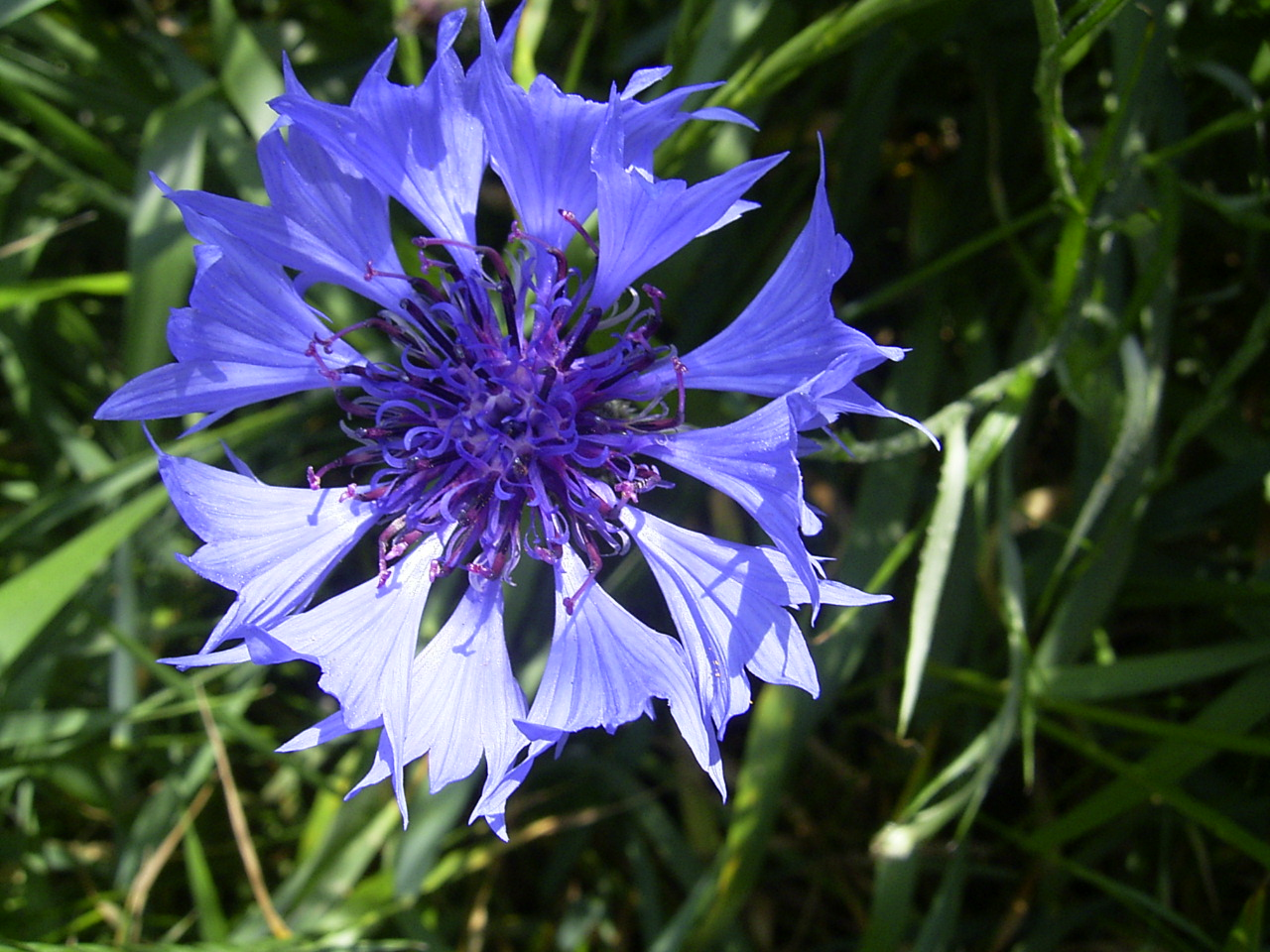
ヤグルマギク（矢車菊）

コーンフラワーブルー（英語: cornflower blue）は、色の一つで、ヤグルマギク（英名：コーンフラワー）の青い花のような色。最高級のサファイアの濃い青色を表す色でもある。
ウェブカラーとしてはcornflowerblue（#6495ED）が定義されている。1949年にクレヨラのクレヨンの新しい色としてコーンフラワーが紹介された。